# Espeja
Espeja es un municipio y localidad española de la provincia de Salamanca, en la comunidad autónoma de Castilla y León. Se integra dentro de la comarca de Ciudad Rodrigo y la subcomarca del Campo de Argañán. Pertenece al partido judicial de Ciudad Rodrigo.
Su término municipal está formado por un solo núcleo de población, ocupa una superficie total de 98,40 km² y según los datos demográficos recogidos en el padrón municipal elaborado por el INE en el año 2017, cuenta con una población de 240 habitantes.

## Símbolos

### Escudo
El escudo heráldico que representa al municipio fue aprobado con el siguiente blasón:

«Escudo Partido: Primero, de azur una colina de su color y sobre ella una encina del suyo adiestrada de un sol de oro. Segundo, de azur tres columnas de oro, la de en medio caída, bordura general de gules con cinco llaves de oro, y al timbre la Corona Real Española»

### Bandera
El ayuntamiento no ha adoptado aún una bandera para el municipio.

## Geografía
Integrado en la comarca de Ciudad Rodrigo, subcomarca de Campo de Argañán, se sitúa a 109 kilómetros de la capital provincial. El término municipal está atravesado por la Autovía de Castilla (A-62), por la carretera de Burgos a Portugal por Salamanca (N-620) entre los pK 340 y 344 y por una carretera local que se dirige a Gallegos de Argañán. 
El relieve del municipio es predominantemente llano, formando parte del llamado Campo de Azaba, surcado por numerosos arroyos y pequeños ríos como el río Azaba y la Rivera de Sestil. Al oeste, la llamada Cordillera de los Campanarios, hace de frontera con Portugal. La altitud oscila entre los 819 metros (cerro San Cristóbal) al oeste y los 680 metros a orillas de un arroyo al norte. El pueblo se alza a 697 metros sobre el nivel del mar. 
| Noroeste: Fuentes de Oñoro         | Norte: Gallegos de Argañán           | Noreste: Carpio de Azaba                  |
| Oeste: Fuentes de Oñoro y Portugal |                                      | Este: Campillo de Azaba e Ituero de Azaba |
| Suroeste: La Alamedilla            | Sur: La Alamedilla y Puebla de Azaba | Sureste: Puebla de Azaba                  |

## Historia
La primera referencia a Espeja se encuentra en un documento del año 1376, existente en el Archivo Municipal de Ciudad Rodrigo, citándola como devaso o tierras concejiles mirobrigenses, es decir del Concejo de Ciudad Rodrigo, dentro del Reino de León. Así pues no aparecerá Espeja, como villa de señorío, hasta el año 1626, momento en el que es adquirido por Don Fernando de Herrera Maldonado de Chaves, según documento de venta del señorío en el proceso emprendido por Felipe IV para la venta de varios pueblos con el fin de reconstruir la maltrecha economía del Reino. Posteriormente, el 5 de febrero de 1685 su hijo Don Pedro de Chaves y Herrera es nombrado Vizconde y Marqués de Espeja.
Durante los primeros años del siglo XIX Napoleón Bonaparte al frente de sus tropas invade España. La comarca mirobrigense constituirá uno de los puntos estratégicos para la victoria española. Feliciano Sierra Malmierca, en su estudio de Ciudad Rodrigo durante la Guerra de la Independencia, hace referencia a Espeja en varias ocasiones. Así nos explica como las tropas francesas destruyeron la ermita de San Cristóbal, de época medieval, situada en el teso del mismo nombre, y cómo los "pegueros" intentaron hacerles frente sin éxito alguno. También apunta un hecho anecdótico para la historia del pueblo como es el traslado del cuerpo sin vida del Mayor General Henry Mackinnon, que murió luchando contra los franceses en 1812, hasta la plaza de la iglesia parroquial, donde fue enterrado con honores militares. 
Con la creación de las actuales provincias en 1833, Espeja quedó encuadrada en la provincia de Salamanca, dentro de la Región Leonesa.

## Demografía
Espeja cuenta con una población de 211 habitantes (INE 2024).
| Gráfica de evolución demográfica de Espeja entre 1842 y 2021                                                        |
| |
| Población de derecho según los censos de población del INE Población de hecho según los censos de población del INE |

Según el Instituto Nacional de Estadística, Espeja tenía, a 31 de diciembre de 2018, una población total de 231 habitantes, de los cuales 118 eran hombres y 113 mujeres. Respecto al año 2000, el censo refleja 298 habitantes, de los cuales 157 eran hombres y 141 mujeres. Por lo tanto, la pérdida de población en el municipio para el periodo 2000-2018 ha sido de 67 habitantes, un 23 % de descenso.

## Administración y política

### Gobierno municipal
| Partido político                         | 2019  | 2019  | 2019       | 2015  | 2015  | 2015       | 2011  | 2011  | 2011       | 2007  | 2007  | 2007       | 2003  | 2003  | 2003       |
| Partido político                         | %     | Votos | Concejales | %     | Votos | Concejales | %     | Votos | Concejales | %     | Votos | Concejales | %     | Votos | Concejales |
| Partido Popular (PP)                     | 53,79 | 78    | 4          | 57,89 | 88    | 4          | 30,35 | 62    | 3          | 28,64 | 57    | 2          | 36,19 | 76    | 3          |
| Partido Socialista Obrero Español (PSOE) | 33,79 | 49    | 1          | 38,82 | 59    | 3          | 42,79 | 86    | 3          | 46,73 | 93    | 4          | 39,05 | 82    | 3          |
| Coalición SI por Salamanca (SI)          | —     | —     | —          | —     | —     | —          | 24,38 | 49    | 2          | —     | —     | —          | —     | —     | —          |
| Unión del Pueblo Salmantino (UPSa)       | —     | —     | —          | —     | —     | —          | —     | —     | —          | 21,61 | 43    | 1          | 20,95 | 44    | 1          |

### Elecciones autonómicas
| Partido político                                  | 2019  | 2019 | 2015  | 2015  | 2011  | 2011 | 2007  | 2007 | 2003  | 2003 | 1999  | 1999 | 1991  | 1991 | 1987  | 1987 | 1983  | 1983 |
| Partido político                                  | Votos | %    | Votos | %     | Votos | %    | Votos | %    | Votos | %    | Votos | %    | Votos | %    | Votos | %    | Votos | %    |
| Partido Socialista Obrero Español (PSOE)          | —     | —    | 64    | 40,25 | —     | —    | —     | —    | —     | —    | —     | —    | —     | —    | —     | —    | —     | —    |
| Partido Popular (PP)                              | —     | —    | 59    | 37,11 | —     | —    | —     | —    | —     | —    | —     | —    | —     | —    | —     | —    | —     | —    |
| Podemos                                           | —     | —    | 15    | 9,43  | —     | —    | —     | —    | —     | —    | —     | —    | —     | —    | —     | —    | —     | —    |
| Ciudadanos (Cs)                                   | —     | —    | 15    | 9,43  | —     | —    | —     | —    | —     | —    | —     | —    | —     | —    | —     | —    | —     | —    |
| Partido Regionalista del País Leonés (PREPAL)     | —     | —    | 2     | 1,26  | —     | —    | —     | —    | —     | —    | —     | —    | —     | —    | —     | —    | —     | —    |
| Unión Progreso y Democracia (UPyD)                | —     | —    | 1     | 0,63  | —     | —    | —     | —    | —     | —    | —     | —    | —     | —    | —     | —    | —     | —    |
| Partido Comunista de los Pueblos de España (PCPE) | —     | —    | 1     | 0,63  | —     | —    | —     | —    | —     | —    | —     | —    | —     | —    | —     | —    | —     | —    |